# وینس هی
وینس هی (انگلیسی: Vince Hayes؛ زادهٔ ۱۸۷۹-۰۴) یک بازیکن فوتبال اهل بریتانیا است.